# Дальверзин-Тепе
Дальверзин-Тепе, Дальверзинтепа (узб. Dalvarzintepa) — древнее городище, расположенное на юге Узбекистана. В III—IV вв. был одним из крупных торгово-ремесленных городов Кушанского царства. Пришёл в упадок в VI—VII вв., после переноса столицы царства в городище Бедрач.

## Научные экспедиции
С 1967 года городище исследовалось искусствоведческой экспедицией Узбекской ССР под руководством Галины Анатольевны Пугаченковой.

## Описание
Дальверзин-Тепе состоит из цитадели, прямоугольной формы шахристана и городской пристройки. В ходе раскопок обнаружены ремесленные и гончарные мастерские. В 1972 году найден клад с золотыми браслетами, серьгами, подвесками и другими изделиями древних ювелиров.
Рисунки на стенах жилища отражают влияние эллинистического мира, в них также прослеживаются элементы «звериного стиля», характерного для сако-сарматских племён. Сохранилась среди них и древнеиндийская надпись. Исследованы два буддийских храма (III—IV вв.); в одном из них, расположенном в центре Дальверзин-Тепе, обнаружены несколько разноцветных скульптур из гипса и глины с изображением Будды. Самые древние шахматы, дошедшие до наших дней, датируются II веком. Они обнаружены при раскопках столицы Кушанского царства Дальверзинтепа. Это миниатюрные скульптурки слона и быка-зебу, вырезанные из слоновой кости.

## Галерея

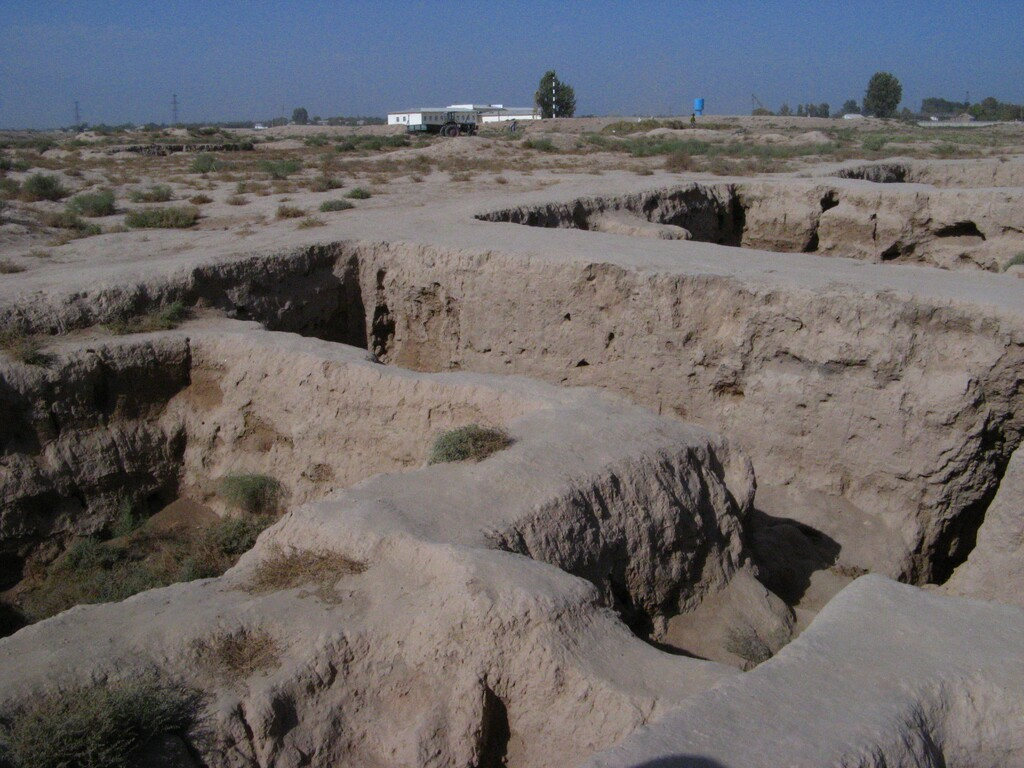
Руины Дальверзин-Тепе
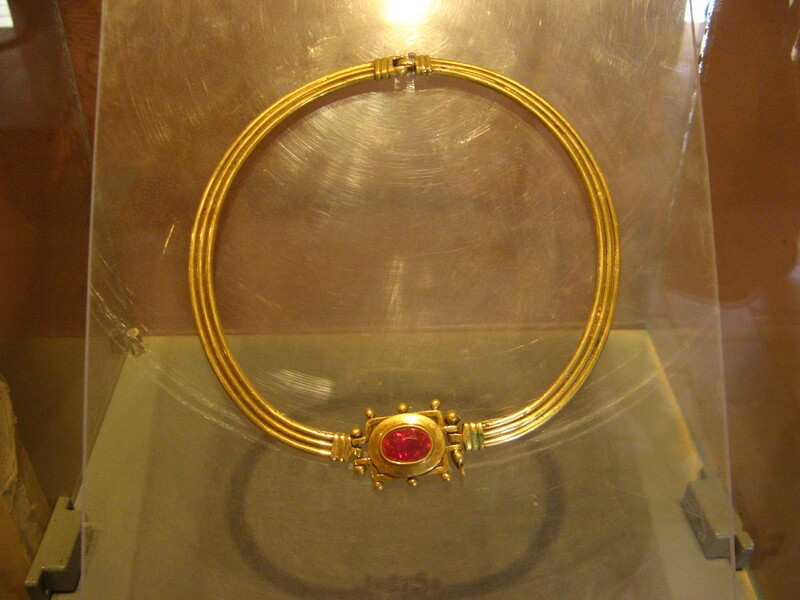
Золотое ожерелье из городского раскопа
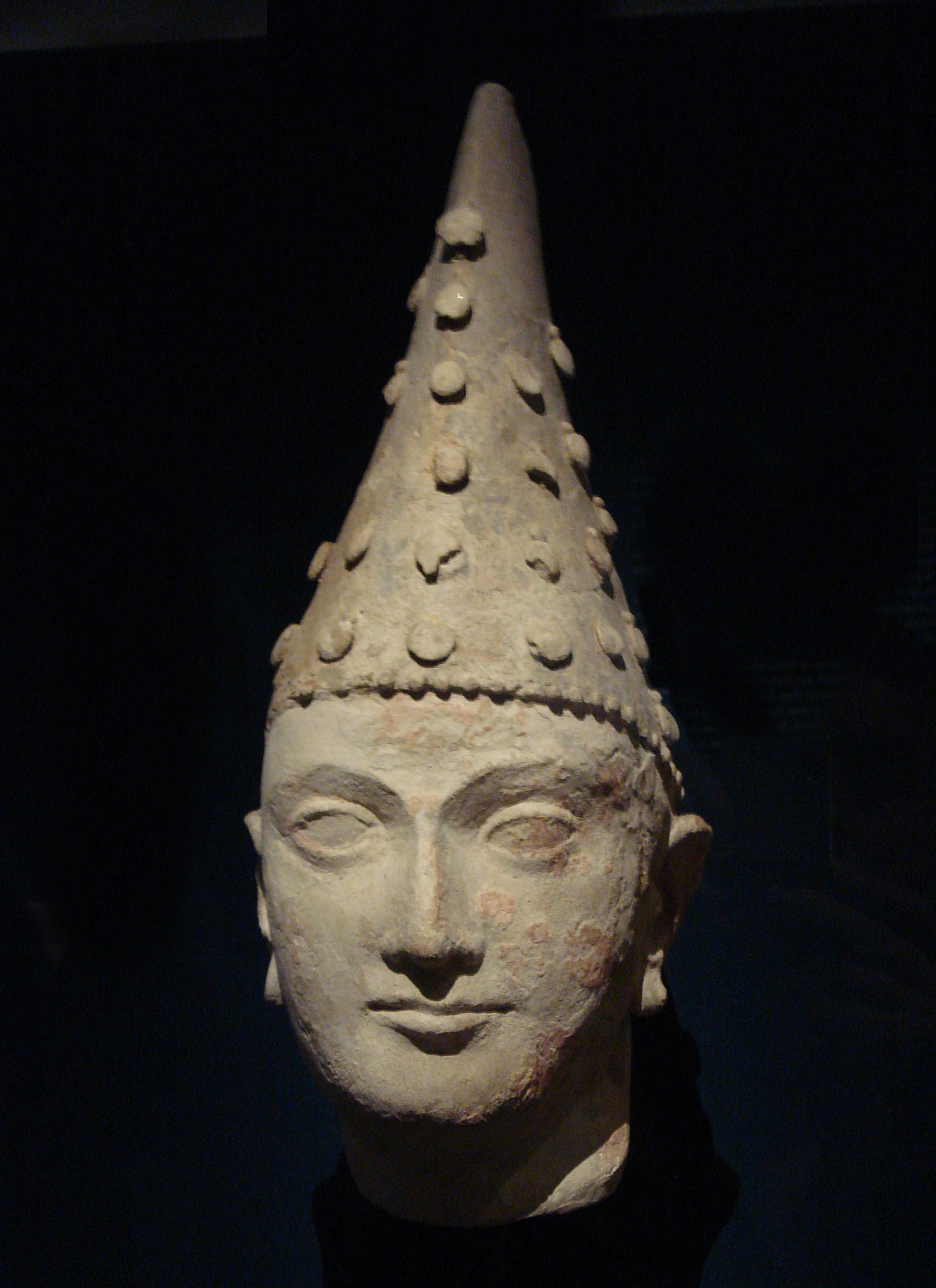
Голова кушанского принца, I-II вв. н. э.
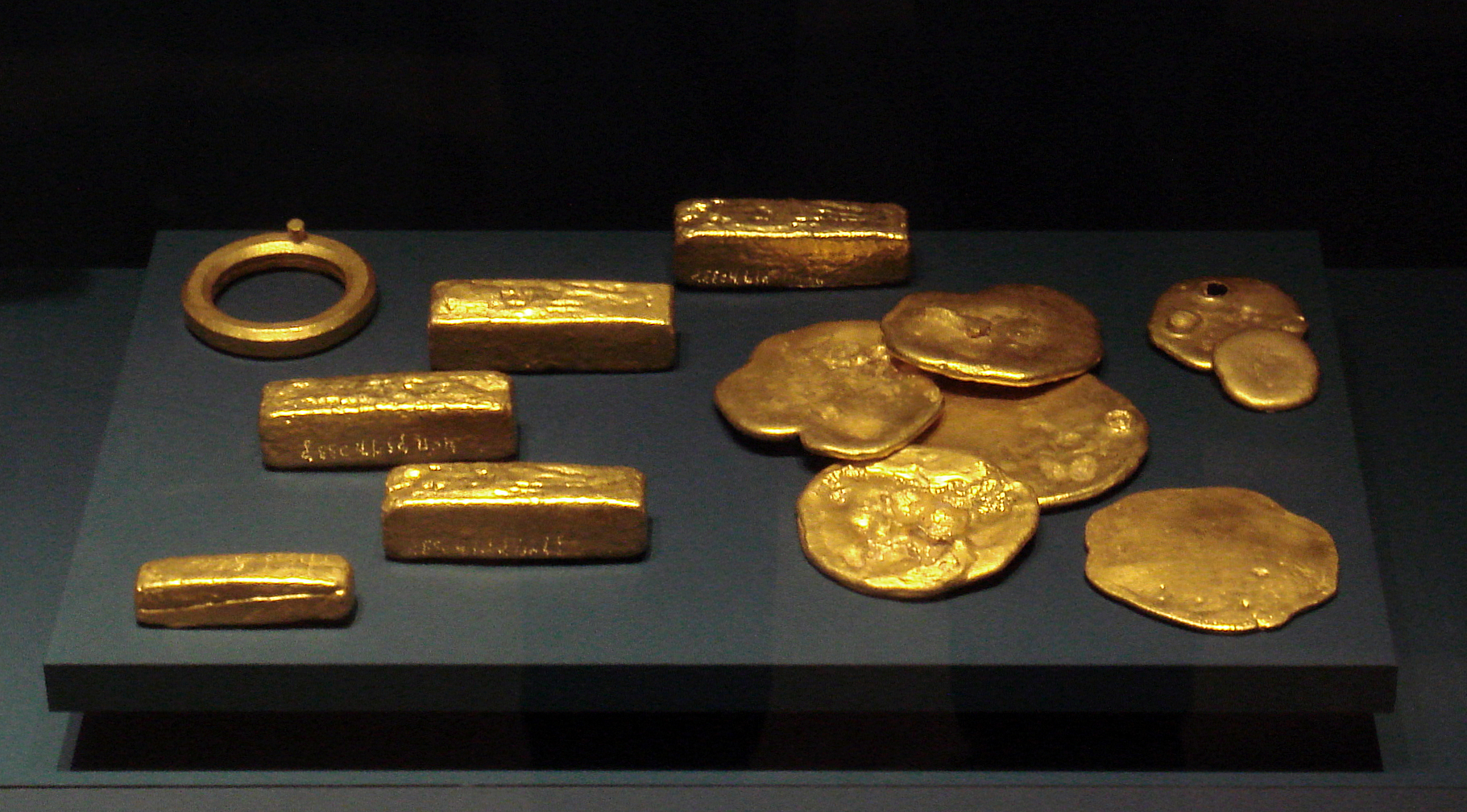
Клад Дальверзин-Тепе, I век н. э.
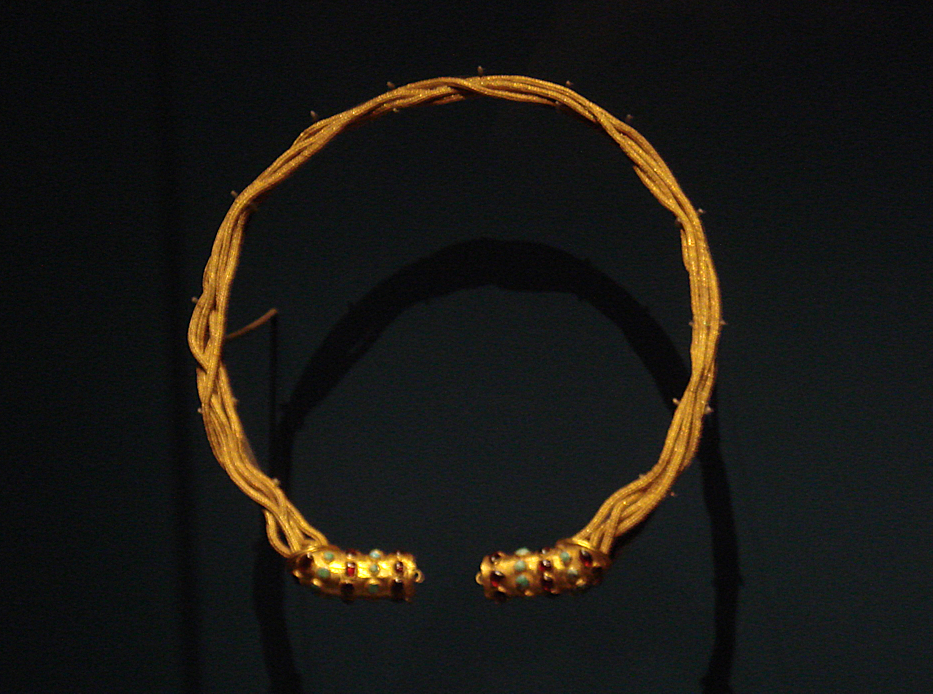
Клад Дальверзин-Тепе (крутящий момент), I век н. э.
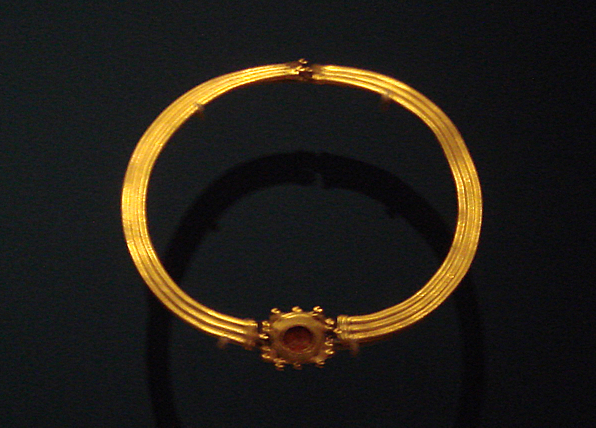
Клад Дальверзин-Тепе (ожерелье), I век н. э.
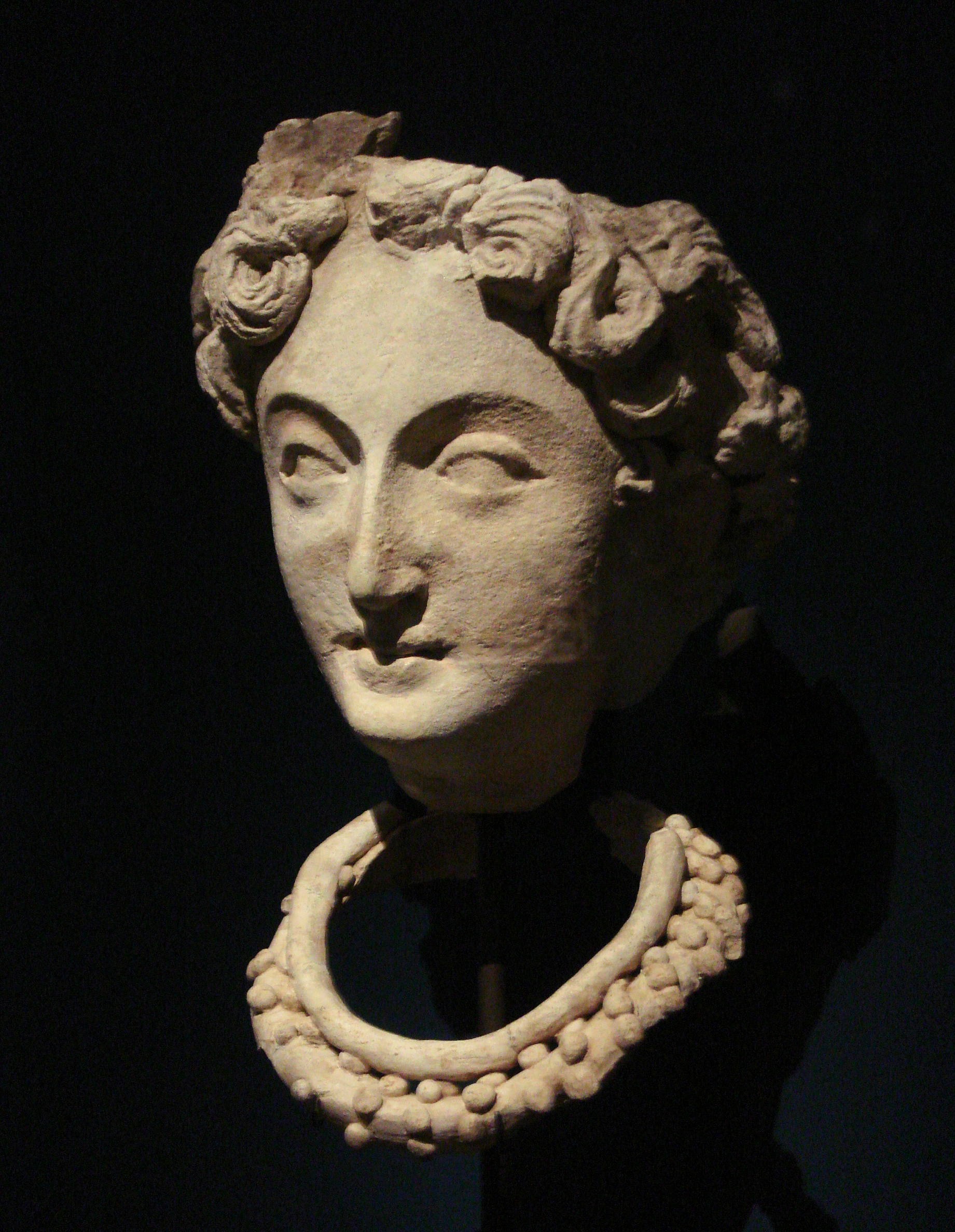
Буддийская девата, Дальверзин-Тепе, I-II века н. э.
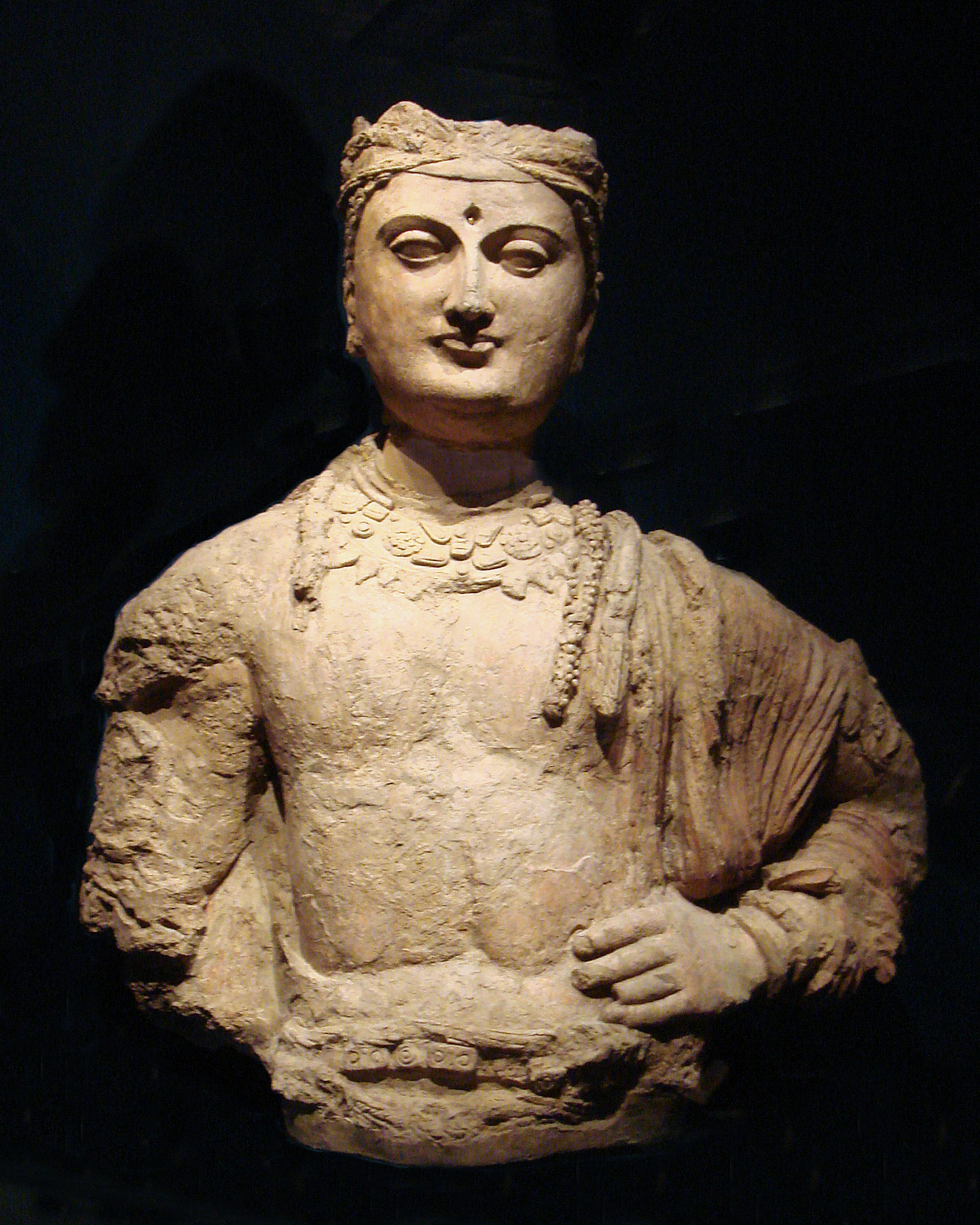
Монументальный Бодхисаттва, из Дальверзин-Тепе, II-III века н. э.
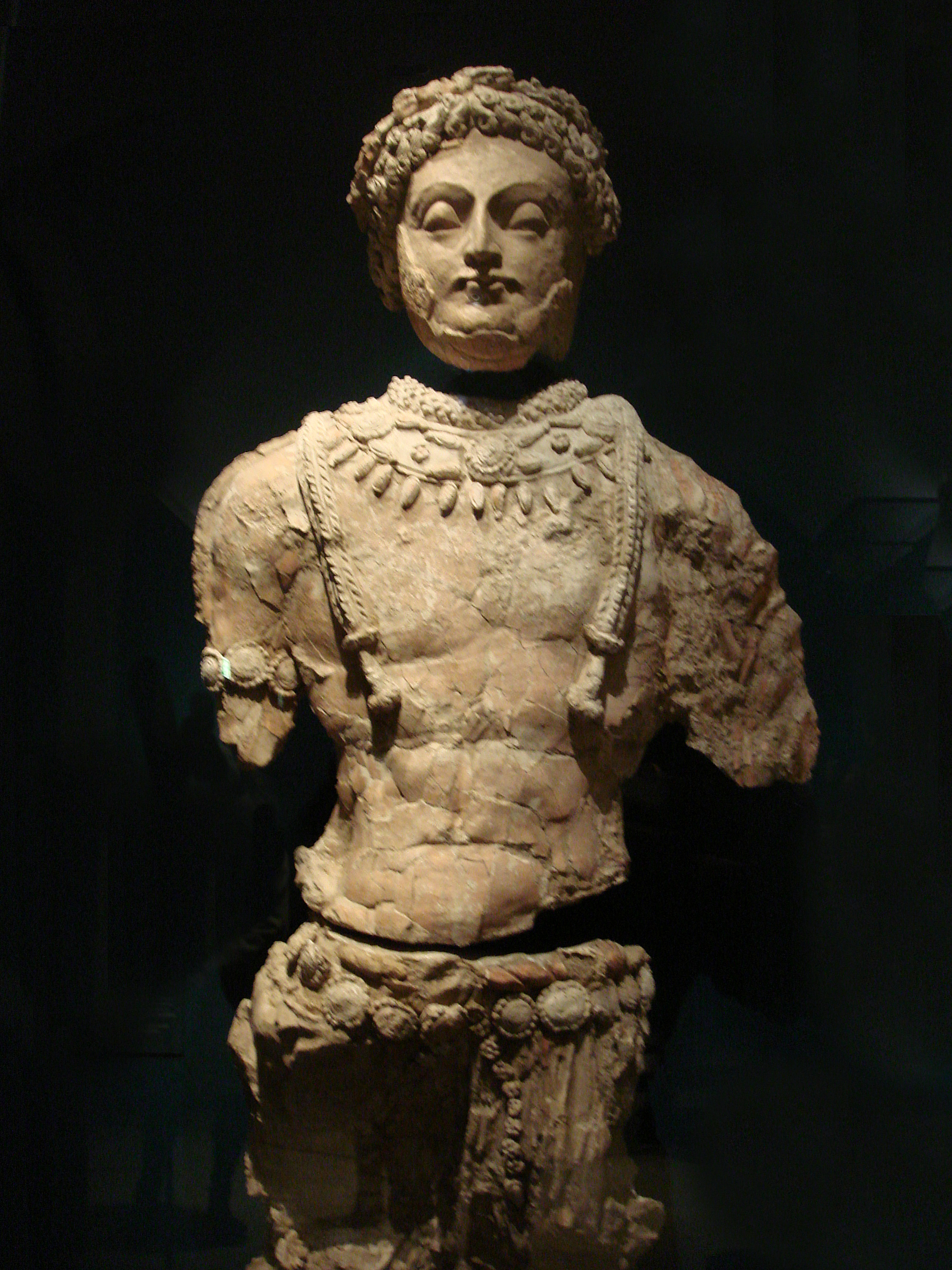
Монументальный Бодхисаттва, Дальверзин-Тепе, II-III века н. э.
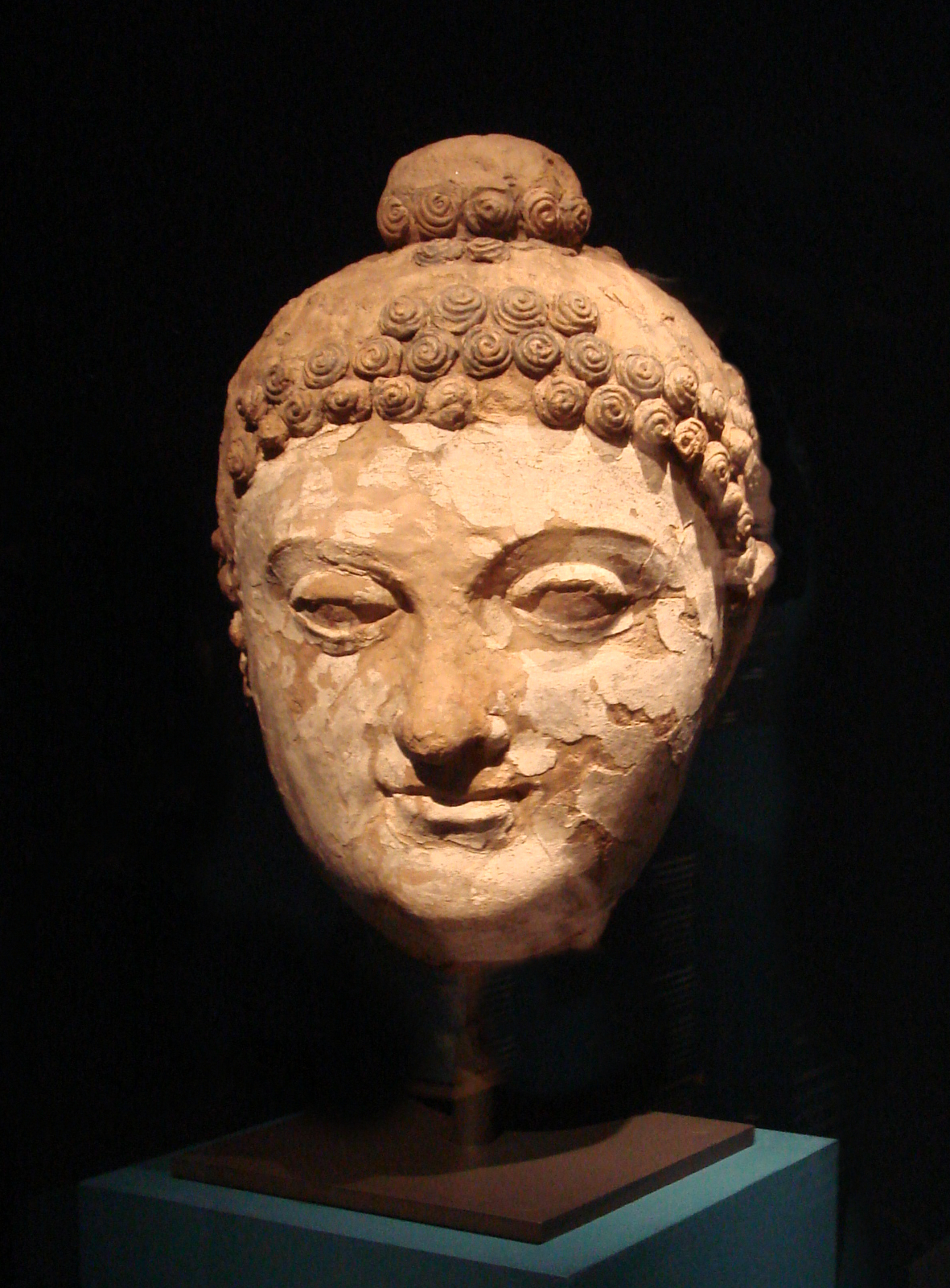
Будда, Дальверзин-Тепе
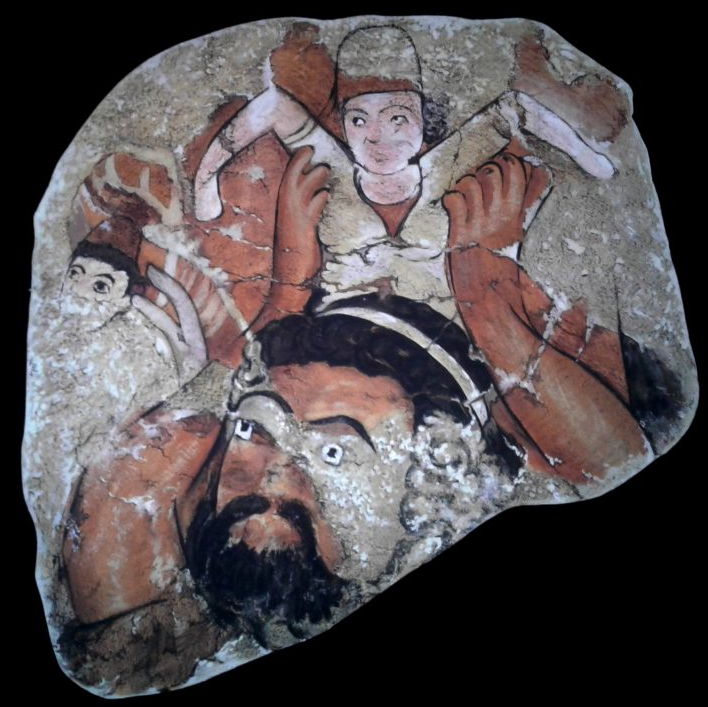
Фреска с ритуальной сценой
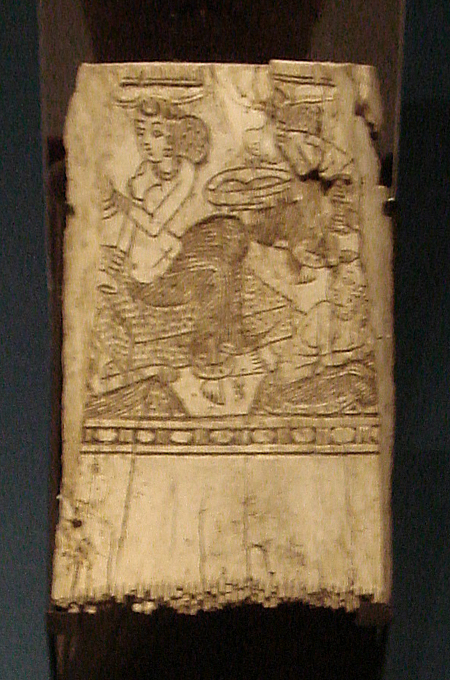
Гребень из индийской слоновой кости, Дальверзин-Тепе, II-III века н. э.